# チムニー (居酒屋)
チムニー株式会社（英: CHIMNEY CO., LTD.）は、日本を基盤として、主に外食産業を事業展開している日本の企業である。
東京都墨田区両国に本社を置き、「はなの舞」「さかなや道場」等を直営店展開・フランチャイズ展開している。焼肉業態では「焼肉牛星」がある。酒販店やまやの傘下になっている。

## 概要
総合スーパーのジャスコ（現イオン）が、居酒屋のフランチャイズ展開を目的として1984年に設立。
業績不振が続き、1997年に食肉メーカーの米久に譲渡され、ジャスコグループ（現イオングループ）から離脱した
。
現在の法人は旧エフ・ディーであり2009年9月16日設立。
2009年11月に、現経営陣がカーライル・グループの支援によるマネジメント・バイアウト（MBO）を実施することを発表。これに伴いカーライルが設立した投資会社「エフ・ディー」が株式公開買付け（TOB）を行い、筆頭株主の米久がこれに応じ所有する全株式を売却した。TOBの結果エフ・ディーが発行済株式の約87%を所有する筆頭株主となり、翌2010年4月にはエフ・ディーが少数株主から株式を買い取り完全子会社化、それに伴い東証からは上場廃止となった。
2012年12月14日、企業価値の向上という目標が達成されたことから、東証2部に再上場をした
。
2013年11月7日、酒類専門店チェーンであるやまやが、チムニーをTOB実施により買収すると発表。買収額は約143億円を見込んでいる。同社の筆頭株主であるカーライル・グループ（グループ全体で所有割合47.97％）はTOBに応じ、2013年12月12日、やまやがチムニーの親会社となった。やまやはイオングループの一社であるため、広い意味では16年ぶりにイオングループに復帰したことになる。
始まりは、蒸す・焼くができる「チムニーロースター」を開発、それを使用したメニューとタラバガニをメインにした居酒屋だった。創業時からフランチャイズ（FC）業態にこだわり、ほとんどの店舗がFC店であったが、経営基盤強化のため上場前には直営店を増やした。
「はなの舞」「さかなや道場」「こだわりやま」「団欒炎」等のブランドで出店、年間70店舗以上を新規出店している。チェーン店でありながら、店舗ごとにオリジナルメニューやサービスがあるのが特徴である。店長に与えられる裁量権が大きいので、マニュアルに縛られることなく店舗の個性が発揮されている。
前述のように、かつて米久が親会社だったため、同社の子会社である御殿場高原ビールを販売している。
また、元々イオングループとして設立されたため、幹部にイオン出身者が多い。

## 沿革
- 1984年（昭和59年）
  - 2月21日 - ジャスコ株式会社（現イオン株式会社）の100%出資の居酒屋フランチャイズの企業として、東京都千代田区神田錦町1丁目1番地にチムニー株式会社を設立。
  - 3月 - 直営1号店として高田馬場店を開店。その後、神田店、市ヶ谷店、都立大学店を順次開店し、実験店舗として営業する。
- 1986年（昭和61年）
  - 3月 - 直営実験店で蓄積されたノウハウをもとにフランチャイズ加盟店の一般公募を開始。
  - 5月 - フランチャイズ1号店として東金店を開店。
- 1990年（平成2年）
  - 11月 - 代表取締役に 和泉学 現社長が就任。
- 1994年（平成6年）
  - 12月 - 「洋風居酒屋・チムニー」70号店として八重洲店が開店。
- 1995年（平成7年）
  - 1月 - 現主力業態「寿司居酒屋・はなの舞」1号店として京橋店を開店。
  - 2月 - 東京都墨田区亀沢1丁目5番8号に本社社屋完成6階建ての社屋を事務所のほか、研修センター、メニュー開発テストキッチンを開設するなど、機能性の高い本部として充実させる。
  - 3月 - 本社ビル内に「洋風居酒屋・チムニー」「寿司居酒屋・はなの舞」を同時開店はなの舞3号店として寿司の持ち帰りコーナーも設けた浅草雷門店を開店。
  - 5月 - 「寿司居酒屋・はなの舞」4号店亀島店、5号店京橋3丁目店、6号店銀座本店、7号店日本橋店を順次開店。
- 1997年（平成9年）
  - 6月 - 新業態「居食工房・こだわりや」の1号店として天神橋店を開店。
  - 12月 - チムニーグループ100号店として御殿場高原ビール「ビア・チムニー丸の内店」を開店。
- 1998年（平成10年）
  - 10月 - 損害保険代理店開設。
  - 11月 - 新業態「焼肉バイキング ビア・チムニー」1号店として郡山店を開店。
- 1999年（平成11年）
  - 2月 - 資本金を1億1,600万円に増資。
  - 3月 - 新業態「立ち飲み処」を開店。
  - 6月 - 150号店舗達成。
  - 12月 - 160号店舗達成 新業態「えんとつ屋」1号店として瑞江店を開店。
- 2000年（平成12年）
  - 1月 - 新物流システムを導入・posと物流のトータルシステムのスタート。
  - 2月 - 効率的発注によるロス削減システムスタート。
  - 4月 - メニューに対する新コンセプト「安全･安心･健康」の全面導入。
  - 10月 - 資本金を1億2,900万円に増資。
  - 12月 - 新業態、無国籍創作料理の店「炎のチムニー」を台東区上野仲町通りに出店。
- 2001年（平成13年）直営店本格展開、収益構造の改革
  - 1月 - 200店舗達成フェアー開催。
  - 3月 - 21世紀に対応する人材育成の為の教育訓練部を設置。社員教育体制の充実を図る。[10]
  - 11月 - 静岡県浜松市にて飲食ビル(全館5階建て)をプロデュース。はなの舞・炎のチムニーの2業態を同時出店。
- 2002年（平成14年）
  - 2月 - 210号店達成。
  - 3月 - 回転すし1号店「活魚はなの舞」を江戸川区葛西に出店。
  - 4月 - 新業態「創作居酒屋 団欒 炎」(だんらん ほのお)の出店。
  - 5月 - 全社員に食品衛生責任者及び防火管理責任者の資格取得を義務付ける。
  - 12月 - ろばた居酒家「だんらん」の出店。
- 2003年（平成15年）人材育成、さらなる多店舗展開へ。
  - 3月 - 指紋認証勤怠システムの導入。
  - 3月 - ホームタウンシステムを導入し地域に密着した店舗運営を図る。
  - 5月 - 資本金を1億8,525万円に増資。
  - 5月 - 優秀社員:海外研修スタート。
  - 5月 - 店舗管理システムの導入。
  - 8月 - はなの舞業態 100店舗達成（はなの舞本厚木店）。
  - 10月 - 資本金を2億3,775万円に増資。
  - 11月 - はなの舞の旗艦店として「北千住店」オープン（月商4,000万円）。
  - 12月 - 新･社員独立支援制度構築。
- 2004年（平成16年）
  - 1月 - チムニー業態のリモデル業態として新業態「食･菜･酒 知夢仁」の出店。
  - 1月 - 20周年記念フェアー開催。
  - 1月 - 本部機能を移転し充実を図る。
  - 1月 - 人材教育センター「ABCアカデミー」の設立。
  - 6月 - 地域への貢献。ホームタウンが評価され農林水産大臣賞を受賞。
  - 7月 - 中京地区（名古屋）再進出。
  - 7月 - FCオーナー公募の再開及び、説明会開催。
  - 9月 - ホームタウンシステムの一環として、本社地域の方を店舗にご招待し「食育会（敬老会）」を実施。
  - 9月 - 全FC店舗へパソコンの設置。店舗管理システムの導入。
  - 12月 - 墨田区緑幼稚園にて、園児に対して第2回「食育会（Xmasパーティー）」を開催。
  - 12月 - 新コンセプトによる新業態「四季の心づくし 花の舞 八丁堀店」の開店。
- 2005年（平成17年）
  - 2月 - 資本金を9億31万円に増資。
  - 2月 - ジャスダック証券取引所に株式を上場。
  - 3月 - ファーストカジュアル新業態1号店「ファーストグルメ平井店」オープン。
  - 5月 - 株主優待制度新設。
  - 10月 - 新業態「炙り居酒家 知夢仁」1号店を柏にオープン。
  - 12月 - 300店舗達成「花の舞 大阪道頓堀店」[大阪1号店]
  - 12月 - 株式分割（1株⇒2株）を発表。
- 2006年（平成18年）
  - 3月 - 「こだわりやま」業態をブラッシュアップし、都内大森・大山に2002年以来の出店。
  - 4月 - 両国駅ビルに本部本社機能を移転。
  - 6月 - ジャスダック証券取引所により、制度信用銘柄に選定。
  - 6月 - 新業態「海鮮うまかもんや はなの舞」を 横浜市 鴨居にオープン。
  - 6月 - 「はなの舞」業態200店舗達成。
  - 9月 - 新業態「海鮮料理 さかなや道場」を両国にオープン。
  - 9月 - 350店舗達成「はなの舞 横浜西口店」。
  - 10月 - 埼玉県川口市に第二物流センターを開設。
  - 10月 - 新業態「鎌倉とんかつ 豚夢創家(トムソウヤ)」を大船にオープン。
- 2007年（平成19年）
  - 3月 - 「はなの舞」業態250店舗達成。
  - 4月 - 資本金を17億6,488万6,000円に増資。
  - 12月 - 新業態「やきとり道場 こだわりやま」を神保町にオープン。
- 2008年（平成20年）
  - 5月 - 新業態「ホルモン道場」1号店を千葉市美浜区にオープン。
  - 5月 - 中国・大連に1号店を開設。
  - 10月 - 新業態「熱烈中華道場」1号店を水戸市宮町にオープン。
  - 10月 - 新業態「昭和の台所 一丁目一番地」1号店を横浜市都筑区にオープン。
  - 12月 - 東証市場第二部への上場。
- 2009年（平成21年）
  - 2月 - 設立25周年記念配当実施を決議。
  - 4月 - 防衛省本省内に「お食事処 はなの舞」を出店。
  - 5月 - 旭川赤十字病院内に「お食事処 花つつじ」を出店。
  - 7月 - 新業態「一間酒場 1丁目1番地」を神田東口に出店。
  - 9月 - 500店舗達成「はなの舞 池袋西口公園前店」。
  - 10月 - 九州事務所開設。
  - 10月 - 埼玉県さいたま市岩槻区に物流センターを移転。
  - 11月 - カーライルグループに属する株式会社エフ・ディーが、当社普通株式に対する公開買付けを実施。
  - 12月 - 北海道事務所開設。
  - 12月 - 株式会社エフ・ディーによる公開買付の結果、同社の保有する議決権の数が50%超えとなり、株式会社エフ・ディーが当社の親会社となる。
- 2010年（平成22年）
  - 4月 - 東証上場廃止。
  - 5月 - 北海道にやきとりセンターを開設。
  - 7月 - 新業態「ザ・居酒屋王道」を郡山に出店。
  - 11月 - 東京都世田谷区にそうざい工房を開設。
- 2011年（平成23年）
  - 4月 - 震災復興支援（米拠出）で農林水産大臣から礼状をいただく。
  - 6月 - 九都県市（埼玉県、千葉県、東京都、神奈川県、横浜市、川崎市、千葉市、さいたま市、相模原市）と「災害時における帰宅困難者支援に関する協定書」締結。
  - 6月 - ネット通販事業を開始。
  - 7月 - 弁当販売事業に参入。
  - 9月 - 関西地域連合と「災害時における帰宅困難者支援に関する協定書」締結。
  - 10月 - 愛知県と「災害時における徒歩帰宅者支援に関する協定書」締結。
  - 11月 - 漁業を業とする子会社 「魚鮮水産株式会社」設立。
- 2012年（平成24年）
  - 3月 - 店舗後方支援施設「チムニーバックキッチン」が稼働。
  - 4月 - グループ600店舗達成「はなの舞 上野駅前通り店」。
  - 12月 - 東証市場第二部への再上場。
- 2013年（平成25年）
  - 2月 - 新潟（地方卸売市場の買参権を取得。
  - 3月 - グループ700店舗達成「風林火山 はなの舞甲府駅前店」。
  - 4月 - 「中部飼料株式会社」との共同出資会社「中部チムニー株式会社」を設立。
  - 5月 - 新業態「龍馬軍鶏農場」を亀戸にオープン。
  - 5月 - 関西バックキッチンを大阪市に新設稼動。
  - 7月 - イタリア海鮮料理「MASUYA」を赤羽にオープン。
  - 8月 - 豊丸など居酒屋8店舗とラーメン店1店舗を事業譲受。新会社を「めっちゃ魚が好き株式会社」と命名。
  - 9月 - 新業態「豊丸水産」を甲府駅前にオープン。
  - 9月 - 島根県大田水産物地方卸売市場の買参権を取得。
  - 10月 - 人財教育のため、「ABCアカデミー」を東京都墨田区に開設。
  - 11月 - さいたま市緑区に新センターを設立稼動。拡張性は旧川口センターの3倍となる。
  - 12月 - 公開買付の成立により、親会社・主要株主が株式会社やまやとなる。
- 2014年（平成26年）
  - 1月 - 魚鮮水産株式会社、株式会社紅フーズコーポレーション、めっちゃ魚が好き株式会社の3社を連結子会社化。
  - 2月 - 創業30周年を迎える。
  - 3月 - 東証市場第二部から市場第一部へ市場変更。
  - 4月 - コントラクト事業として、「お食事処 山茶花 船橋中央病院店」を開店。
  - 6月 - 「北海道魚鮮水産 千葉駅西口店」「鹿児島魚鮮水産 北千住東口店」をオープン。生産地から食材を直送する業態開発を深耕。
  - 8月 - 「小田原漁港直送 はなの舞 溝の口駅前1号店」オープン。
  - 8月 - 「北海道直送 はなの舞 霞が関コモンゲート西館店」オープン。
  - 10月 - 「北海道 はなの舞 北千住店」オープン。
  - 11月 - 「かき小屋 豊丸水産 広島本通り店」オープン。
  - 11月 - 「新潟漁港直送 魚鮮水産 豊島園店」オープン。
  - 12月 - 島根県 大田市の漁業権取得者を雇用。自社船「豊丸水産号」を取得。
- 2015年（平成27年）
  - 1月 - メインブランド「はなの舞」が20周年を迎える。
  - 4月 - 群馬県畜産試験場と新品種「上州しゃも」を共同開発。「軍鶏農場」ブランドで販売を開始。
  - 11月 - 新業態「STEAK チムニー」1号店を、東京都江東区木場にオープン。
- 2016年（平成28年）
  - 2月 - チムニー株式会社本社を東京都台東区柳橋に移転。
  - 3月 - 「龍馬 藁焼き さかなや道場 高知帯屋町店」をオープン。高知県初出店を果たす。
  - 3月 - 新業態「「串焼・旬菜 炭火やきとり さくら」1号店を、茨城県土浦市にオープン。
  - 3月 - 子会社「大田市場チムニー株式会社」を設立。
  - 4月 - 新本店「両国八百八町 花の舞 江戸東京博物館前店」を500席でオープン。店内には、相撲協会監修の土俵を備える。
  - 10月 - スマホ決済システム「アリペイ」と「LINEペイ」を導入。
  - 10月 - 物流を2拠点から3拠点（ 埼玉物流センター、 関西六甲物流センター、 九州物流センター）に再構築。
  - 10月 - 新業態「ジンギスカン 札幌物語」1号店を、 静岡県三島市にオープン。
  - 11月 - 「超速鮮魚®」ブランドを運営するCSN地方創生ネットワーク株式会社と業務提携を締結。
  - 11月 - 徳島県に「串焼・旬菜 炭火やきとり さくら」をオープン。徳島県への初出店により、全47都道府県への出店を達成。
- 2017年（平成29年）
  - 4月 - 日本最優秀ソムリエ（2002年度）のタイトルを持つ阿部誠氏監修[11]の3店舗を事業譲受し、ぶどう事業部として発足。
  - 6月 - マルシェ株式会社[12]（東証一部上場）と業務資本提携を締結。店舗数は、チムニーとマルシェ2社合計で1,200店舗超となる。
  - 12月 - 手作りにこだわったハンバーグ、オムライス等、懐かしくて優しい日本の洋食をリーズナブルな価格帯で提供する7店舗を事業譲受。66洋食事業部として発足。
- 2018年（平成30年）
  - 4月 - 新業態「アッ!そうだステーキ」の1号店を東京都江東区木場にオープン。
  - 8月 - ベトナム社会主義共和国ハノイ市に、CHIMNEY VIETNAM COMPANY LIMITEDを設立。「花の舞」事業運営および、現地での人財採用・教育を目的とする 。
  - 11月 - 従業員の研修に主眼をおいた「研修センター店」を東京都台東区御徒町、東京都武蔵野市吉祥寺にオープン。
  - 11月 - 「DE ICHIBA 八丁堀店」を事業譲受により取得。ぶどう事業部に仲間入り。
  - 11月 - 株式会社つぼ八[13]の34%の株式を取得し、持分法適用関連会社とする。つぼ八とチムニーが運営する店舗を合算すると988店舗と、国内有数の規模となる。
- 2019年（令和1年）
  - 12月 - チムニー公式アプリをスタート。
  - 12月 - 「牛星」「山河」ブランドで焼肉業態を運営する、株式会社シーズライフの株式100%を取得し、連結子会社とする。
- 2020年（令和2年）
  - 5月 - 「新業態「安べゑ」の1号店を大阪府高槻市にオープン。
  - 8月 - 「焼肉牛星」業態の直営店1号店を東京都渋谷区代々木にオープン。
- 2021年（令和3年）
  - 3月 - 資本金の額を1億円[14]とする。
  - 3月 - チムニー株式会社本社を東京都墨田区両国に移転。
  - 12月 - チムニー公式アプリ配信終了。
- 2022年（令和4年）
  - 6月 - 代表取締役に茨田篤司が就任。
- 2023年（令和5年）
  - 7月 - 子会社、㈱シーズライフを完全直営化とし、焼肉事業部とする。
  - 7月 - 新業態「両国だしもんじゃ もんじ」の１号店を北千住東口にオープン。
- 2024年（令和6年）
  - 2月 - 旧チムニー㈱の設立から、創業40周年を迎える[15]

- - 3月 - 新業態「Grill & Seafood 北海道 知夢仁」の１号店を銀座にオープン
  - 6月 - 新業態「火入れ みつ囲[22]」の１号店を新宿パレットビルにオープン。

## グループの事業

### はなの舞

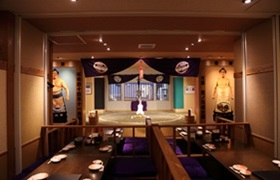
個室完備 海鮮居酒屋 花の舞 江戸東京博物館前店（東京都）

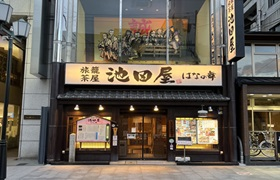
個室居酒屋 池田屋 はなの舞 三条駅店（京都）

個室完備 海鮮居酒屋 花の舞（こしつかんび　かいせんいざかや はなのまい）は、チムニー株式会社（本社：東京都墨田区両国）が運営する居酒屋チェーン店。
- 沿革
  - はなの舞1号店 - 「寿司居酒屋・はなの舞」1号店として京橋店（1995年1月）
  - はなの舞3号店 - 「洋風居酒屋・チムニー」「寿司居酒屋・はなの舞」を本社ビル内に同時開店（1995年3月）
  - はなの舞4号店  - 「寿司居酒屋・はなの舞」4号店亀島店（1995年5月）
  - はなの舞5号店  - 「寿司居酒屋・はなの舞」5号店京橋3丁目店（1995年5月）
  - はなの舞6号店  - 「寿司居酒屋・はなの舞」6号店銀座本店（1995年5月）
  - はなの舞7号店  - 「寿司居酒屋・はなの舞」7号店日本橋店（1995年5月）
  - はなの舞 京都の店舗  - 「海鮮茶屋 池田屋 はなの舞」（2009年7月）
  - はなの舞 相撲協会監修の土俵を備える店舗  - 「両国八百八町 花の舞 江戸東京博物館前店」（2016年4月）

### さかなや道場
さかやな道場（さかなやどうじょう）は、は、チムニー株式会社（本社：東京都墨田区両国）が運営する居酒屋チェーン店。

### 安べゑ
大衆食堂 安べゑ（たいしゅうしょくどう やすべえ）は、は、チムニー株式会社（本社：東京都墨田区両国）が運営する居酒屋チェーン店。
さかなや酒場 魚星（さかなやさかば うおせい）

火入れ みつ囲（ひいれ みつい）

両国だしもんじゃ もんじ（りょうごくだしもんじゃ もんじ）

極牛星（きわみぎゅうせい）

焼肉牛星（やきにくぎゅうせい）

北海道 知夢仁（ほっかいどう ちむにー）

浜べゑ（はまべえ）

まるごと北海道花の舞（まるごとほっかいどうはなのまい）

九州人情酒場魚星（きゅうしゅうじんじょうさかばうおせい）

炭火やきとりさくら（すみびやきとりさくら）

魚鮮水産（うおせんすいさん）

やきとり道場（やきとりどうじょう）

こだわりやま（こだわりやま）

団欒炎（だんらんほのお）

66DINING（ろくろくだいにんぐ）

Vionys（びぃおにす）

龍馬 軍鶏農場（りょうましゃものうじょう）

豊丸水産（とよまるすいさん）

からあげ千ちゃん（からあげせんちゃん）

鶏星（とりせい）

チムニー・知夢仁（ちむにー・ちむにー）

升屋（ますや）

遠藤水産（えんどうすいさん）

美蔵（びくら）

はなの夢（はなのゆめ）

焼肉だんらんさくら（やきにくだんらんさくら）

焼肉上田屋（やきにくうえだや）

焼肉だんらん（やきにくだんらん）

焼肉だんらん炎（やきにくだんらんほのお）

焼肉牛壱心（やきにくぎゅうしん）

### その他の業態
海鮮居酒屋 浜焼き餃子道場（かいせんいざかや はまやきぎょうざどうじょう）

DE ICHIBA（で いちば）

こだわりや フシキ（こだわりや ふきし）

鶏と鉄板焼 宮本（とりとてっぱんやき みやもと）

焼肉家族 かたひら（やきにくかぞく かたひら）

海鮮個室居酒屋 大武丸（かいせんこしついざかや おおたけまる）

こだわり天ぷらと旨い魚（こだわりてんぷらといまいさかな）

個室完備 海賊料理と牡蠣の店 村上海賊（こしつかんび かいぞくりょうりとかきのみせ むらかみかいぞく）

卓上サワー飲み放題 海鮮・牡蠣 浜べゑ（たくじょうさわーのみほうだい かいせん・かき はまべえ）

海鮮と骨付鳥 讃岐酒場（かいせんとほねつきとり さぬきさかば）

## 不祥事・事件

### 上場廃止
2008年 12月20日、ジャスダック証券取引所の上場廃止申請を行うことを決議した
2010年 03月24日、東証、チムニー株を4月22日付で上場廃止を発表する

### インサイダー
2014年 11月11日、チムニー元役員に課徴金　インサイダーで監視委勧
2014年 11月11日、監視委、チムニーの60歳代役員に課徴金勧告　同社株巡りインサイダー
2014年 12月05日、チムニー株でインサイダー　元役員に課徴金命令
2014年 12月05日、公開買付者との契約締結交渉者からの情報受領者によるチムニー株式会社株式に係る内部者取引に対する課徴金納付命令の決定について

### 営業停止
2008年 12月16日、「はなの舞大山店」食中毒事故発生のお知らせ
2015年 12月10日、「北海道直送 花の舞 京急川崎店」の営業停止に関するお知らせ
2017年 9月22日、「さかなや道場　伊勢原南口店」が2日間の営業停止　寄生虫アニサキス被害で
2023年 4月05日、「三代目網元 魚鮮水産 名取杜せきの
した店」食中毒の発生について
2023年 11月20日、「鶏と鉄板焼 宮本 Esola池袋店」の営業の停止に関するお知らせ 

### 措置命令
2018年 11月、鮮魚の「当日到着」実態なし　チムニーに措置命令　消費者庁

### ベトナムから撤退
2020年 05月18日、チムニー、ベトナム撤退＆ネパール出店中止。国内再建に集中。
2020年 05月15日、チムニー、ベトナムから撤退

### 業績不振
2020年 06月、赤字転落相次ぐ飲食業「はなの舞」「さかなや道場」のチムニーは最終赤字28億円
2022年 09月14日、チムニーの23年3月期、一転最終赤字　居酒屋不振
2022年 09月15日、チムニー、一転最終赤字 今期、居酒屋が不振

## 関連会社
- 株式会社やまや
- 魚鮮水産株式会社
- 株式会社紅フーズコーポレーション
- めっちゃ魚が好き株式会社
- 大田市場チムニー株式会社
- 株式会社つぼ八